# Departamento General Felipe Varela

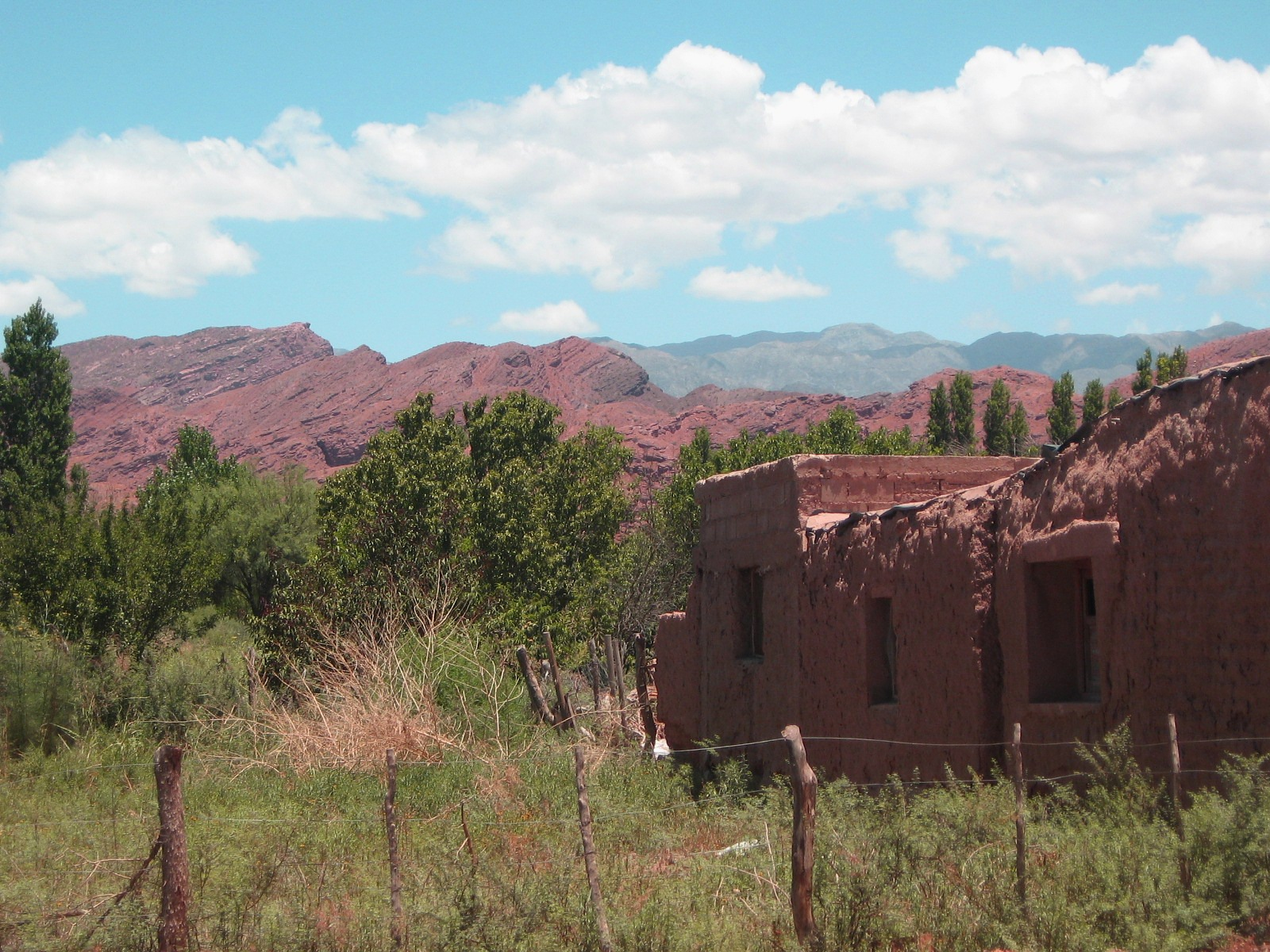
Construcción típica en Banda Florida, pequeña localidad cercana a Villa Unión

General Felipe Varela es uno de los 18 departamentos en que se divide la provincia argentina de La Rioja. Su principal vía de comunicación es la RN 76. La ciudad de Villa Unión, cabecera del departamento, está a 274 km de distancia de la ciudad de La Rioja y a 1277 km de la ciudad de Buenos Aires.
El departamento se llamó Coronel Felipe Varela hasta septiembre de 2014, cuando por ley su nombre fue cambiado a General Felipe Varela luego de que en junio de 2012 Felipe Varela fuera ascendido post mortem a general del Ejército Argentino.

## Superficie y límites
El departamento posee 9184 km² y limita al norte con el departamento General Lamadrid, al este con el de Chilecito y al sureste con el departamento Independencia. La mayor parte del límite sur y oeste corresponde a la provincia de San Juan.
Por su tamaño, es el tercer departamento más extenso de la provincia, detrás de Capital y Vinchina. 
Su nombre recuerda a Felipe Varela, uno de los caudillos que lideró durante varios años los enfrentamientos contra la hegemonía política conquistada por la provincia de Buenos Aires en la batalla de Pavón. Desde su creación y hasta el año 1983 se denominó General Lavalle.

## Población
Para el censo 2022 el departamento registró 11 372 habitantes. Esto representó un aumento en la cantidad de personas del 17,9%, menor al crecimiento poblacional provincial que se situó en 15,1%.Estos datos situaron al departamento como el sexto más poblado de la provincia.
La evolución de la población del departamento General Felipe Varela muestra variaciones a lo largo de las décadas, presentando un leve crecimiento demográfico.
| Gráfica de evolución demográfica de Departamento General Felipe Varela entre 1960 y 2022                                                           |
| |
| Censos Nacionales de Población, Hogares y Viviendas - INDEC publicado por la Dirección General de Estadística y Sistemas de Información – LA RIOJA |

Los valores de los censos de las últimas décadas muestran una sostenida tendencia de la población a concentrarse en la localidad de Villa Unión, cabecera del departamento, si bien no existe evidencia de que esto implique el despoblamiento de las áreas rurales o la desaparición de la población dispersa.
|                                   | 1960  | 1970  | 1980  | 1991  | 2001  | 2010  | 2022  |
| --------------------------------- | ----- | ----- | ----- | ----- | ----- | ----- | ----- |
| Total del Departamento            | 7533  | 7565  | 7454  | 8214  | 9939  | 9648  | 11372 |
| Villa Unión (Cabecera)            | 1696  | 1789  | 2356  | 3282  | 4280  | 4553  |       |
| Índice de población urbana (en %) | 22.51 | 23.64 | 31.60 | 39.95 | 43.06 | 47.19 |       |

## Localidades
La población del departamento General Felipe Varela se concentra mayoritariamente en localidades o caseríos de distinta dimensión:
- Aicuña
- Banda Florida
- Guandacol
- Los Palacios
- Los Tambillos
- Pagancillo
- Puerto Alegre
- Santa Clara
- Villa Unión

## Economía

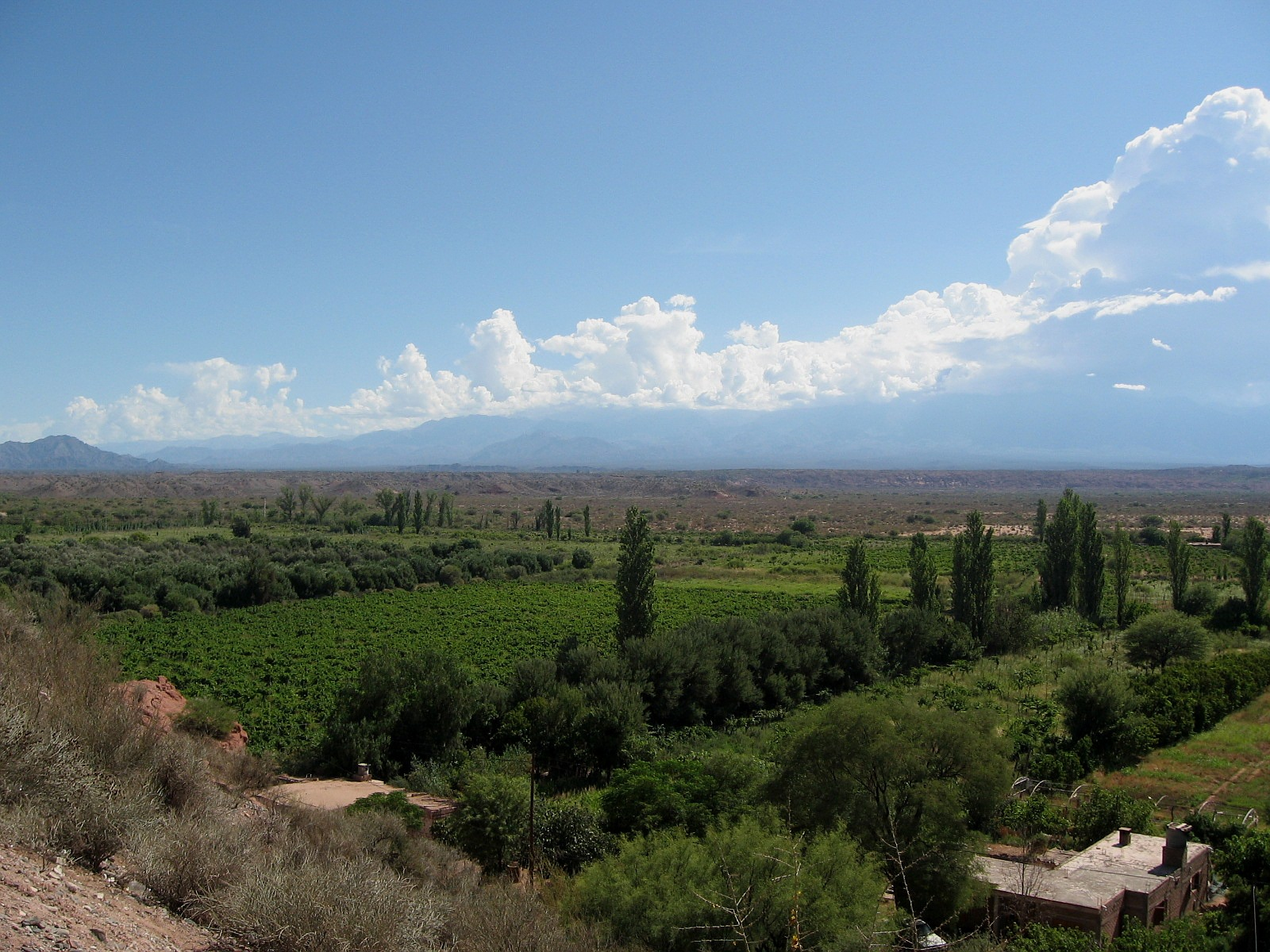
Viñedos en Villa Unión, departamento General Felipe Varela

La prestación de servicios turísticos es una de las principales actividades económicas del departamento General Felipe Varela, ya que la ciudad de Villa Unión centraliza la oferta de distintas propuestas turísticas, tanto del departamento, como de atracciones ubicadas fuera de él. Este es el caso, por ejemplo, de las excursiones a la Reserva provincial Laguna Brava, en el departamento Vinchina como al parque provincial Ischigualasto, en la vecina provincia de San Juan.
La Secretaría de Turismo de La Rioja informó que en el año 2011, el departamento General Felipe Varela contaba con un total de 27 establecimientos, sumados los hoteleros o extrahoteleros, con una capacidad total de 708 plazas de alojamiento.
Las actividades agropecuarias tienen gran importancia, fundamentalmente las vinculadas con la producción vitivinícola. En Instituto Nacional de Vitivinicultura informó que en el año 2012 existían en el departamento 635.44 hectáreas de viñedos cuyo producto tenía como destino exclusivo la producción de vinos.
La totalidad de superficie destinada a diversos cultivos era en el año 2008 de 854.9 hectáreas, según surge de la información del Censo Nacional Agropecuario de ese año. Además de los viñedos, en el departamento se cultivaban olivos, nogales, ciruelas, duraznos, algunas hortalizas y forrajeras.
La cría de ganado se orienta básicamente a ovinos y caprinos, estos últimos destinados a producción de leche y elaboración de quesos, así como al consumo de carne.

## Sitios de interés turístico

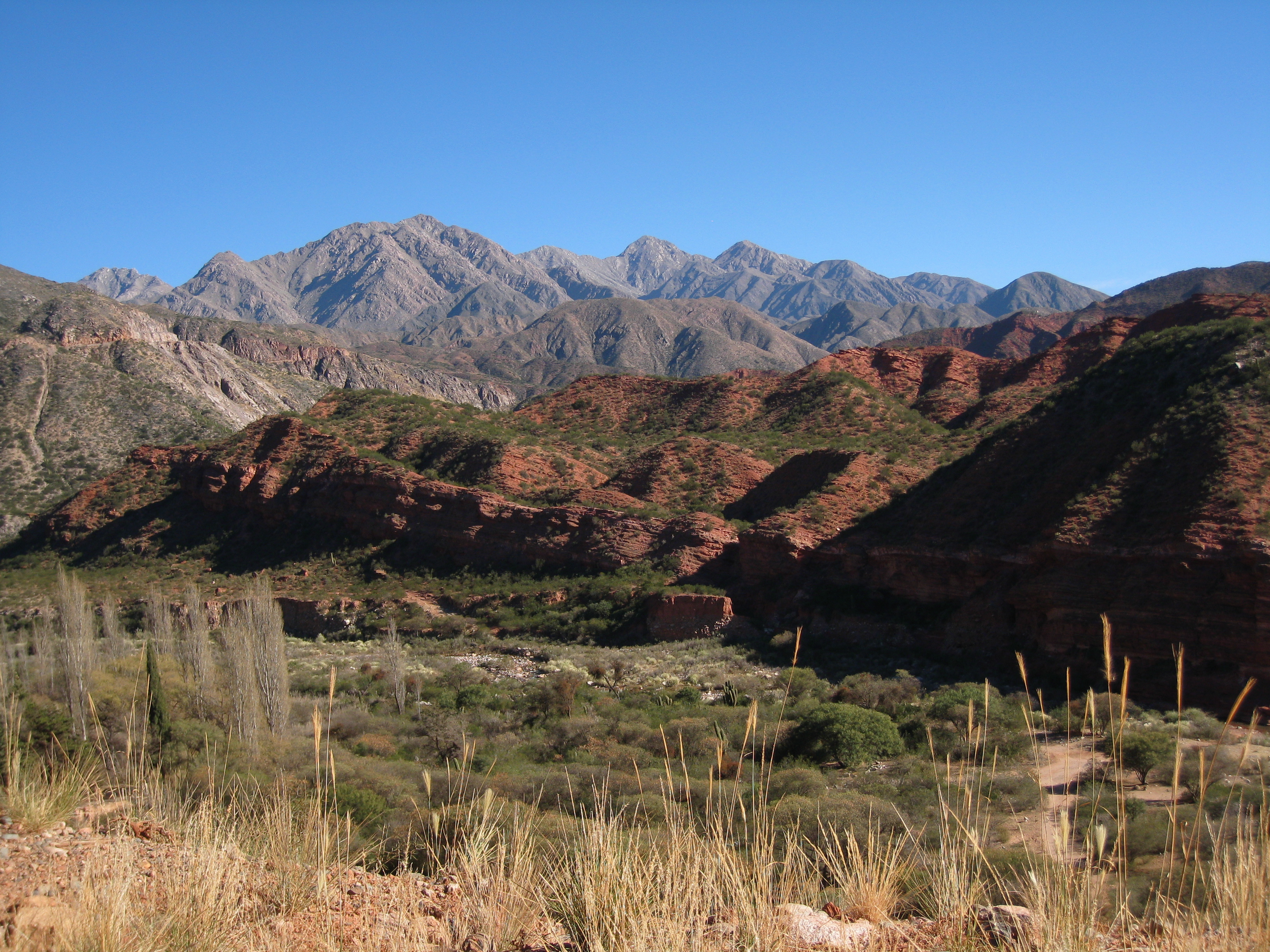
Cuesta de la Miranda, departamento General Felipe Varela, provincia de La Rioja

El departamento General Felipe Varela forma parte del llamado "Corredor del Bermejo", uno de los cinco circuitos en los que se organiza la actividad turística de la provincia.
En el departamento se pueden desarrollar actividades turísticas recreativas, culturales y turismo aventura.
- Parque nacional Talampaya: En este departamento se encuentra el parque nacional Talampaya, importante reserva natural con valiosos yacimientos arqueológicos y paleontológicos. El parque ha sido declarado Patrimonio de la Humanidad por la Unesco.
- Cuesta de Miranda
- Las Trancas
- Quebrada del Alazán
- Embalse de Villa Unión
- Casa de Felipe Varela